# Mijvódne
Mijvódne (en (ucraïnès): Міжводне, en rus: Межводное, Mejvódnoie) és un poble de la República Autònoma de Crimea a Ucraïna, que el 2014 tenia 2.087 habitants. Pertany al districte de Txornomórske.